# Jean-Pierre Georges
Pour les articles homonymes, voir Georges.
Ne doit pas être confondu avec Jean-Pierre George.
Jean-Pierre Georges est un poète et écrivain français né à Chinon le 8 avril 1949. Il vit à Chinon.

## Œuvres
- Du temps compté de la passion, Les Paragraphes littéraires de Paris (1977)
- Rien simple menace, Le Dé bleu (1980, recueil repris ultérieurement dans Où être bien)
- Où être bien, Le Dé bleu (1984)
- Dizains, disette, Le Dé bleu (1987)
- Oiseaux, La Bartavelle (1988)
- La Plainte, Tarabuste (1988, recueil repris ultérieurement dans Aucun rôle dans l'espèce)
- Car né, La Bartavelle (1994)
- Bonheur à suivre, Tarabuste (1994, recueil repris ultérieurement dans Aucun rôle dans l'espèce)
- Je m'ennuie sur terre, Le Dé bleu (1996 et 2001)
- Trois peupliers d'Italie, Tarabuste (1997)
- Passez nuages, Multiples (1999)
- Aucun rôle dans l'espèce, Tarabuste (2003)
- Le moi chronique, Les Carnets du dessert de lune (édition princeps : 2003 ; réédition corrigée : 2014)
- L'éphémère dure toujours, Tarabuste (2010)
- Jamais mieux, Tarabuste (2016)
- Pauvre H., Tarabuste (2021)